# 草桶左信
草桶 左信（くさおけ さだのぶ、1958年4月24日 - ）は、日本の経済産業官僚、外交官。消費者庁審議官や、パナソニック顧問を経て、2015年から駐ナイジェリア特命全権大使を務めた。

## 経歴・人物
福井県出身。1981年東京大学法学部卒業、通商産業省入省。通商政策局、立地公害局工業配置課を経て、1985年ケンブリッジ大学大学院留学（国際関係論など）。1987年中小企業庁、外務省国際連合局軍縮課、産業政策局各課長補佐を経て、1995年‐1998年日本貿易振興会デュッセルドルフ・センターに勤務。1998年通商政策局ロシア東欧室長。
2000年外務省在ドイツ日本国大使館参事官。2004年経済産業省に復帰し、資源エネルギー庁電力基盤整備課長、2005年同省貿易経済協力局資金協力課長。2007年日本貿易振興機構ジャカルタ・センター所長。2011年消費者庁審議官。2013年経済産業省退官。
2014年パナソニック顧問。2015年から駐ナイジェリア特命全権大使を務め、電力発電量が急増するナイジェリアにおいて、日本政府によるエネルギー開発プロジェクトへの支援続行を表明するなどした。2018年シー・アイ・シー専務取締役、シーアイシーシステムズ取締役管理部長。